# 前田陽菜
前田 陽菜（まえだ ひな、1989年8月15日 - ）は、日本の元AV女優。セレクションに所属していた。

## 略歴・人物
2010年に「森川あみ（もりかわ あみ）」としてAVデビュー（名東所属）。
その後、セレクションに事務所を移籍、「前田陽菜」に改名。
2013年1月9日、Twitterで引退を表明。

## 出演作品

### アダルトビデオ

#### 「前田陽菜」名義
2010年
- 尻美人 （11月22日、メディア総販ソレイル）
- セキララ 〜今どき世代のゆるい性事情〜 04 （12月2日、MAGIC）
- 地元で有名な女子高生に中出し 16 （12月10日、Up'S）
- 若妻裏サイトの集い 3 （12月16日、フルセイル）
- OKuBo発 アイドルストーリー 4 ギャルだからはっちゃけ隊☆ （12月16日、ONE MORE）

2011年
- 若奥さまは家庭教師 （1月7日、BeFree）
- 天然美少女とデカちん 前田陽菜 （1月25日、MOODYZ）
- 新入生JK☆制服美少女 （2月11日、Up'S）
- すご〜く濃い顔射。 前田陽菜 （2月13日、MOODYZ）
- 尻饅頭 前田陽菜 （3月1日、MOODYZ）
- ママには、ナイショ 前田陽菜 （3月5日、MOODYZ）
- 妹系だよねって云われるけど長女です…。 （3月15日、BALTAN）
- PERFECT DOLL ひな （3月26日、pornograph.tv）
- レズビアン同級生 揺れ動くココロ （4月13日、MOODYZ）
- 美味しい女子アナ 2 前田陽菜 （4月15日、STAR PARADISE）
- 女子校生だらけのムレムレ黒スト脚コキ 2 （4月15日、セックスエージェント）オムニバス作品
- レズビアン傷心旅行 失恋美女と潮吹き女将 （4月19日、アンナと花子）
- 競泳水着インストラクター 06 ひな （5月13日、青空ソフト）
- 淫交尻娘 〜エロ尻娘のドスケベ補習〜 前田陽菜 （5月25日、デジタルアーク）
- 実の妹とSEX温泉旅行 前田陽菜 （6月1日、ワンズファクトリー）
- 卒業 II 其ノ八 （6月10日、プレステージ）
- AV女優があらゆる「タブー」に挑む!!女人禁制の修行僧をボッキさせろ!! （6月18日、SODクリエイト）
- キメセク 美少女にアルコールと媚薬をキメテセックス 前田陽菜 （6月19日、ドグマ）
- 田舎に遊びにきた姪っ子を羞恥露出で調教。 VOL.06 （7月1日、ワカメ観光）
- 女子校生れず 先輩と私 はるなとゆりえ （7月13日、U&K）
- 本物美人女子アナウンサー 陵辱レズ実況中継!! （8月6日、サディスティックヴィレッジ）
- ヒップ大好きしょう太くんのHなイタズラ （9月15日、グローリークエスト）
- 連れまわし泥酔性交 前田陽菜 （9月25日、Fantasista）
- なすがままされるがまま 美乳メンズエステ嬢 ひな （9月26日、隼エージェンシー）
- 美人ナースの肛門検診 （10月5日、フリーダム）
- 変態すぎるマゾ奥様 （10月7日、h.m.p）
- 舐め娘 （10月20日、LADY×LADY）
- 放課後ソープランド 2 （11月5日、アキノリ）
- 尻FETISHISM （12月12日、実録出版）
- 文化系部活少女 書道部 （12月24日、ラマ）

2012年
- 少女軟禁蹂躙 （1月1日、中嶋興業）
- 前田陽菜の匂いと臭い ねこみみ女子校生編 （1月6日、フェ血ス）
- レズ奴隷 VOL.5 歪曲恋鎖・未成年ゆえの歪んだ欲望に支配されたラクロス部女子キャプテン （1月19日、ディープス）
- ホームヘルパーのおネエさん 今日のお仕事は中出し交尾◆ ひな （1月25日、サムシング）
- 超絶対的生中出し彼女 （2月25日、Fantasista）
- 転校したら男は僕一人ぼっちだった…。 8 （3月8日、アキノリ）
- 催眠彼女-陽菜 OL 23才-（4月20日、催眠研究所）
- キューティーW巨尻 スーパー女肉制裁（4月29日、ジャムス）
- 人気女優Wスペシャル 前田陽菜と橋乃いちか（6月15日、カリスマ）2011年4月14日発売『美味しい女子アナ 2 前田陽菜』の再録
- 極太ディルドー×浣腸解禁×激烈潮吹き 調教絶頂エクスタシー 前田陽菜（6月19日、クロス）
- MAITTA 02（6月22日、プレステージ）
- レズで濡れた女子校生たち（レディース・ルーム）
- 暴走童貞狩り 前田陽菜（7月13日、レアルワークス）
- 超絶潮吹きパイパン娘にいたずら中出し 前田陽菜（7月19日、CREAM PIE）
- Face to Face（8月6日、SILK LABO）※女性向けAV
- 潮レズ（9月6日、ディープス）※ゲスト出演
- ムチムチタイトスカートバス 2 万年発情期なのはパッツン生地でデカ尻が強調されるから！？ 人目を気にせず挑発してくる肉感美人OL（9月6日、ディープス）
- 感度上昇ヌレヌレ催眠術SEX（9月14日、レアルワークス）
- 淫猥キャットファイト2 女王の座とプライドを懸けた高級キャバクラ嬢の決闘！（9月20日、ディープス）
- 泥酔潮吹きバス 最終バスは無法地帯！普段はマジメなのに酔っ払った勢いで絡みだす超絶敏感OL（10月18日、ディープス）共
- ピタッ！密着◆おうちDE真正中出し 前田陽菜（10月31日、モブスターズ）
- 超絶潮吹きパイパン娘にいたずら中出し 前田陽菜（11月24日、CREAM PIE）
- 超ギャル ブチギレ手コキ!!vol.2〜お前らってキレられながら手コかれて興奮してるとか、マジ変態じゃん!!〜（12月6日、GARCON）

#### 「森川あみ（森川亜美）」名義
- エスカレートするドしろーと娘 素人かんぜんだましどり 170 あみあみ 20さい （2010年1月1日、プレステージ）
- REC 83 （2010年2月10日、プレステージ）
- Can College 60 （2010年3月17日、プレステージ）
- 女子のお宅に、おじゃまします。 issue.10 （2010年6月2日、プレステージ）※「森川亜美」名義
- 働くオンナ 68 昼休みに街中でイカされるドM新米OL 都内某大手商社 事務 入社1年目 （2010年7月23日、プレステージ）
- ミスキャンパス通信 File 25 （2010年8月24日、フルセイル）

#### 「鈴木祐美」名義
- エロ一発妻 〜AVに応募してきた主婦たち〜 43 （2010年5月12日、プレステージ）

#### 「雛丸」名義
- きもち良すぎて意識が飛ぶの。 （2011年2月17日、乱丸）
- 淫乱大乱交 （2011年4月15日、乱丸）

#### 「きゃさりんはらじゅく」（きゃりーぱみゅぱみゅのそっくりさん）名義
- 潮吹きがーる きゃさりんはらじゅく 真正ナマ中出しAVデビュー！（2012年7月19日、SODクリエイト）

### アダルトサイト
- S-Cute 7th No.074 HINA 21歳 （2010年10月22日、S-Cute）
- S-Cute Christmas 2010 No.02 Hina （2010年12月13日、S-Cute）
- S-Cute 7th No.89 HINA 21歳（2011年1月、S-Cute）
- S-Cute Short No.376 HINA 21歳（2011年1月、S-Cute）
- S-Cute Short No.389 HINA 21歳（2011年1月、S-Cute）